# N407 (België)
De N407 is een Belgische gewestweg die Lokeren (N47) met Wetteren (N400) met elkaar verbindt. De totale lengte van de weg is ongeveer 15 kilometer. De weg wordt in de plaats Overmere voor ongeveer een kilometer onderbroken door de N445.

## Plaatsen langs de N407
- Lokeren
- Overmere
- Kalken
- Wetteren

## N407a
De N407a is een omleiding van de N407 op het grondgebied van Kalken. De weg loopt via de Colmanstraat.  
In 2014 werd het beheer over de doortocht van de N407 door de dorpskern van Kalken (Gaverstraat - Vromondstraat - Kalkendorp - Vaartstraat - Provinciebaan), overgedragen van het Vlaams Gewest naar de gemeente Laarne. Hierbij nam het Agentschap Wegen en Verkeer het beheer over van de Colmanstraat, die het wegnummer N407a kreeg toegewezen. Doel van deze omleiding is de dorpskern van Kalken te ontlasten van (zwaar) doorgaand verkeer. De N407a heeft een lengte van ongeveer 1,5 kilometer.

## N407b
De N407b is een aftakking van de N407 in de plaats Lokeren. De weg gaat in het verlengde van de N407 Lokeren in via de Hillarestraat, Kouter, Lindestraat, Vrijheidsplein, Roomstraat, Groentemarkt en een stukje Markt. Op de Markt sluit de N407b aan op de N473b. De N407b heeft een lengte van ongeveer 1,5 kilometer.